# Pallonji Mistry

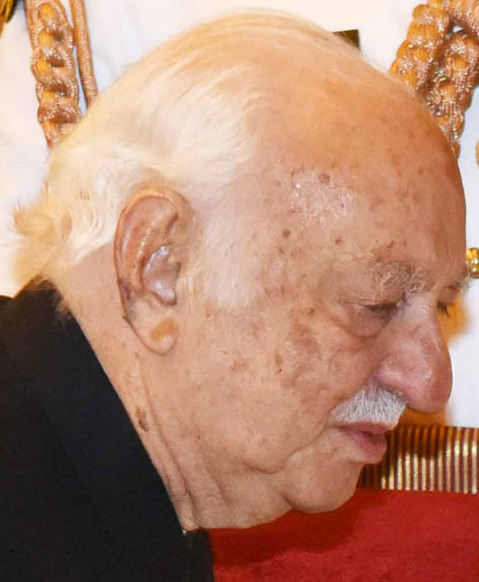
Pallonji Mistry (2016)

Pallonji Mistry (* 1. Juni 1929 in Bombay, Britisch-Indien; † 28. Juni 2022 in Mumbai, Indien) war ein indisch-irischer Unternehmer.

## Leben
Mistry entstammte einer parsischen Familie aus Gujarat und war Anhänger des Zoroastrismus. Er leitete das Unternehmen Shapoorji Pallonji Group, das er von seinem Vater übernahm. Unter seiner Führung differenzierte das Unternehmen seine Geschäfte in die Bereiche Ingenieur- und Bauwesen, Infrastruktur, Immobilien, Wasserkraft und Finanzdienstleistungen aus. Zudem expandierte es international. An Tata Sons hielt er einen bedeutenden Anteil.  Wichtige Gebäude in Mumbai wurden von seinem Bauunternehmen errichtet, beispielsweise die Gebäude der Hong Kong & Shanghai Bank, der Grindlays Bank, der Standard Chartered Bank, der State Bank of India und der Reserve Bank of India.
2003 gab er seine indische Staatsbürgerschaft auf, um die irische Staatsbürgerschaft anzunehmen. Mistry war mit der Irin Patsy Perin Dubash verheiratet, mit welcher er vier Kinder hatte. Sein jüngster Sohn Cyrus Pallonji Mistry war von Dezember 2012 bis Oktober 2016 Vorsitzender der Tata-Gruppe.

## Vermögen
Pallonji Mistry war Multi-Milliardär und der reichste Ire. Gemäß der Forbes-Liste 2022 (The World’s Billionaires) betrug sein Vermögen 2022 ca. 15 Milliarden US-Dollar. Damit belegte Pallonji Mistry Platz 125 auf der Forbes-Liste der reichsten Menschen der Welt.

## Ehrungen
2016 erhielt er den Padma Bhushan für seine Verdienste um das industrielle Wachstum Indiens.